# Ideopsis oberthurii
Ideopsis oberthurii is een vlinder uit de familie Nymphalidae, onderfamilie Danainae.
De wetenschappelijke naam van de soort is voor het eerst geldig gepubliceerd in 1891 door William Doherty.
De soort komt alleen voor in Indonesië.